# Tetsuya Nomura
Tetsuya Nomura (野村 哲也 Nomura Tetsuya?), född 8 oktober 1970 i Japan , är spel- och karaktärsdesigner för spelföretaget Square Enix.
Han började jobba på dåvarande Square 1992 med Battle Graphics på spelet Final Fantasy V, det vill säga att han designade diverse fiender till spelet. Efter det fick han ett nytt uppdrag som var Graphic Designer för nästa Final Fantasy-titel, Final Fantasy VI och ritade de mindre betydande karaktärerna i detta spel. 1997 fick han uppdraget att designa huvudkaraktärerna till Final Fantasy VII som kom att bli ett av de mest sålda spelen till Playstation. Sedan dess har han varit karaktärsdesigner för alla final fantasy spel som släppts. Han är även speldesigner för Final Fantasy Versus XIII och Final Fantasy Agito XIII.
Andra speltitlar han designat karaktärerna till är Parasite Eve II och The Bouncer.
Nomura var även spel- och karaktärsdesigner för Square Enix och Disney's samarbeten Kingdom Hearts och Kingdom Hearts 2.
2005 var Nomura regissör för CGI-anime filmen Final Fantasy VII: Advent Children.

## Ludografi
| Titel                                             | År   | Format eller media                  | Jobb                                                                             |
| ------------------------------------------------- | ---- | ----------------------------------- | -------------------------------------------------------------------------------- |
| Final Fantasy IV                                  | 1991 | Super Nintendo Entertainment System | Debugger                                                                         |
| Final Fantasy V                                   | 1992 | Super Famicom                       | Stridsgrafik, monsterdesign                                                      |
| Final Fantasy VI                                  | 1994 | Super Nintendo Entertainment System | Grafikregissör, karaktärsdesign, berättelse                                      |
| Live A Live                                       | 1994 | Super Famicom                       | Tosa-ben översättning                                                            |
| Front Mission                                     | 1995 | Super Famicom                       | Grafikdesigner                                                                   |
| Chrono Trigger                                    | 1995 | Super Nintendo Entertainment System | Fältgrafik                                                                       |
| DynamiTracer                                      | 1996 | Super Nintendo Entertainment System | Konceptdesign                                                                    |
| Super Mario RPG: Legend of the Seven Stars        | 1996 | Super Nintendo Entertainment System | Extra special thanks, boss monsterdesign                                         |
| Final Fantasy VII                                 | 1997 | Playstation                         | Karaktärsdesigner, visuell stridsregissör, bashistoria                           |
| Ehrgeiz                                           | 1998 | Arkad                               | Karaktärshandledare                                                              |
| Parasite Eve                                      | 1998 | Playstation                         | Huvudkaraktärsdesigner                                                           |
| Brave Fencer Musashi                              | 1998 | Playstation                         | Karaktärsillustration                                                            |
| Final Fantasy VIII                                | 1999 | Playstation                         | Karaktärsdesigner, visuell stridsregissör, monsterdesign, berättelse             |
| Parasite Eve II                                   | 1999 | Playstation                         | Karaktärsillustration                                                            |
| The Bouncer                                       | 2000 | Playstation 2                       | Karaktärsdesigner                                                                |
| Final Fantasy X                                   | 2001 | Playstation 2                       | Karaktärsdesigner                                                                |
| Kingdom Hearts                                    | 2002 | Playstation 2                       | Regissör, konceptdesign, huvudkaraktärsdesigner, storyboarddesigner, bashistoria |
| Final Fantasy XI                                  | 2002 | Playstation 2                       | Hume och Elvaan-design, berättelse, NPC-design                                   |
| Final Fantasy X-2                                 | 2003 | Playstation 2                       | Huvudkaraktärsdesigner                                                           |
| Before Crisis: Final Fantasy VII                  | 2004 | Mobiltelefon                        | Koncept, karaktärsdesigner                                                       |
| Kingdom Hearts: Chain of Memories                 | 2004 | Game Boy Advance                    | Regissör, konceptdesign, scenariohandledare, karaktärsdesigner, bashistoria      |
| Musashi: Samurai Legend                           | 2005 | Playstation 2                       | Huvudkaraktärsdesigner                                                           |
| Final Fantasy VII: Advent Children                | 2005 | Original Video Animation            | Regissör, karaktärsdesigner                                                      |
| Last Order: Final Fantasy VII                     | 2005 | Original Video Animation            | Övervakningsregissör                                                             |
| Kingdom Hearts II                                 | 2005 | Playstation 2                       | Regissör, konceptdesign, bashistoria, 2D-karaktärsgrafik: huvudgrafiker          |
| Dirge of Cerberus: Final Fantasy VII              | 2006 | Playstation 2                       | Karaktärsdesigner                                                                |
| Dirge of Cerberus Lost Episode: Final Fantasy VII | 2006 | Mobiltelefon                        | Karaktärsdesigner                                                                |
| Final Fantasy V Advance                           | 2006 | Game Boy Advance                    | Monsterdesign                                                                    |
| Final Fantasy VI Advance                          | 2006 | Game Boy Advance                    | Grafikhandledare                                                                 |
| The World Ends with You                           | 2007 | Nintendo DS                         | Exekutiv producent, Huvudkaraktärsgrafikdesigner                                 |
| Crisis Core: Final Fantasy VII                    | 2007 | Playstation Portable                | Exekutiv producent, karaktärsdesigner                                            |
| Kingdom Hearts coded                              | 2008 | Mobiltelefon                        | Regissör, konceptdesign, berättelse                                              |
| Dissidia: Final Fantasy                           | 2008 | Playstation Portable                | Exekutiv producent, karaktärsdesigner                                            |
| Kingdom Hearts 358/2 Days                         | 2009 | Nintendo DS                         | Regissör, konceptdesign, berättelse, 2D-grafik: huvudgrafiker                    |
| Final Fantasy XIII                                | 2009 | Playstation 3, Xbox 360             | Huvudkaraktärsdesigner                                                           |
| Kingdom Hearts Birth by Sleep                     | 2010 | Playstation Portable                | Regissör, konceptdesign, berättelse, 2D-grafik: huvudgrafiker                    |
| Kingdom Hearts Re:coded                           | 2010 | Nintendo DS                         | Regissör, konceptdesign, berättelse, 2D-grafik: huvudgrafiker                    |
| Mario Sports Mix                                  | 2010 | Wii                                 | Special thanks                                                                   |
| The 3rd Birthday                                  | 2010 | PlayStation Portable                | Exekutiv producent, karaktärsdesigner, konceptdesign                             |
| Dissidia 012 Final Fantasy                        | 2011 | Playstation Portable                | Exekutiv producent, karaktärsdesigner                                            |
| Final Fantasy Type-0                              | 2011 | Playstation Portable                | Exekutiv producent, karaktärsdesigner                                            |
| Final Fantasy XIII-2                              | 2011 | Playstation 3, Xbox 360             | Huvudkaraktärsdesigner                                                           |
| Theatrhythm Final Fantasy                         | 2012 | Nintendo 3DS                        | Exekutiv producent                                                               |
| Kingdom Hearts 3D: Dream Drop Distance            | 2012 | Nintendo 3DS                        | Regissör, konceptdesign, berättelse, 2D-grafik: huvudgrafiker                    |
| Final Fantasy All the Bravest                     | 2013 | iOS, Android                        | Exekutiv producent, originalkoncept                                              |
| Lightning Returns: Final Fantasy XIII             | 2013 | Playstation 3, Xbox 360             | Huvudkaraktärsdesigner                                                           |
| Final Fantasy XV                                  | TBA  | Playstation 4, Xbox One             | Regissör, konceptspeldesign, karaktärsdesign, bashistoria                        |
| Kingdom Hearts III                                | TBA  | Playstation 4, Xbox One             | Regissör                                                                         |